# Шаришке Чјерње
Шаришке Чјерње (слч. Šarišské Čierne) насељено је мјесто са административним статусом сеоске општине (слч. obec) у округу Бардјејов, у Прешовском крају, Словачка Република.

## Становништво
| Година:    | 1994. | 2004.   | 2014.   | 2024.   |
| ---------- | ----- | ------- | ------- | ------- |
| Број људи: | 357   | 325     | 301     | 299     |
| Разлика:   |       | -8,96 % | -7,38 % | -0,66 % |

| Година:    | 2023. | 2024.   |
| ---------- | ----- | ------- |
| Број људи: | 294   | 299     |
| Разлика:   |       | +1,70 % |

Према подацима о броју становника из 2024. године насеље је имало 299 становника.